# Porsche 914
Porsche 914 – model sportowego samochodu osobowego produkowany w latach 1969–1976 przez firmę Porsche we współpracy z koncernem Volkswagen.
Samochód z centralnie umieszczonym silnikiem, przez wielu nie uważany za prawdziwe Porsche, skąd potoczne określenie Volks-Porsche. Powstawały odmiany 1700, 1800 i 2000 w dwóch wersjach, z czterema i sześcioma cylindrami, o mocach odpowiednio od 76 do 110 KM. W kilku egzemplarzach powstał też model 916, ze 190-konnym silnikiem Porsche 911, który był odmianą modelu Porsche 914/6. W roku 1969, z okazji 60. rocznicy urodzin szefa firmy, dr Ferdynanda Porsche powstał prototyp 914 z 8-cylindrowym silnikiem o mocy 260 KM, który otrzymał oznaczenie 914/8.
Z linii produkcyjnej zjechało 119 000 sztuk tego modelu, lecz jedynie 2,8% (3332 sztuk) miało zamontowany oryginalny, dwulitrowy, sześciocylindrowy silnik Porsche.

## Dane techniczne
| Wersja  | Silnik:                   | Układ zasilania: | Śr. × skok tłoka:   | St. sprężania: | Moc maks:                           | Maks. moment obrotowy      |
| ------- | ------------------------- | ---------------- | ------------------- | -------------- | ----------------------------------- | -------------------------- |
| 914 1.7 | B4 1,7 l (1679 cm³), OHV  | wtrysk           | 90,00 mm × 66,00 mm | 8,2:1          | 80 KM (58,9 kW) przy 4900 obr./min  | 131 N•m przy 2800 obr./min |
| 914 1.8 | B4 1,8 l (1793 cm³), OHV  | b/d              | 93,00 mm × 66,00 mm | 8,6:1          | 86 KM (63,4 kW) przy 5200 obr./min  | 140 N•m przy 3400 obr./min |
| 914 2.0 | B4 2,0 l (1971 cm³), SOHC | wtrysk           | 94,00 mm × 71,00 mm | 8,0:1          | 101 KM (74,6 kW) przy 5000 obr./min | 162 N•m przy 3500 obr./min |
| 914/6   | B6 2,0 l (1991 cm³), SOHC | gaźnik           | 80,00 mm × 66,00 mm | 8,6:1          | 112 KM (82 kW) przy 5800 obr./min   | 157 N•m przy 4200 obr./min |

## Osiągi
| Model   | Przyspieszenie 0-100 km/h: | Prędkość maksymalna: |
| ------- | -------------------------- | -------------------- |
| 914 1.7 | b/d                        | 177 km/h             |
| 914 1.8 | b/d                        | 180 km/h             |
| 914 2.0 | 9,9 s                      | 192 km/h             |
| 914/6   | 8,3 s                      | 201 km/h             |